# 彰化縣員林市明湖國民小學
彰化縣員林市明湖國民小學，簡稱明湖國小，是一所位於台灣彰化縣員林市八卦山麓的縣立國民小學。

## 沿革
明湖國小前身原屬彰化縣員林鎮湖水國民學校（為今日之彰化縣員林市青山國民小學），因該校學區之學子就學須經山區崎路跋涉困難，故該學區里民極力爭取設校，1956年9月於今址設立彰化縣員林鎮明湖國民小學。適員林鎮於2015年改制為市，乃更名為彰化縣員林市明湖國民小學。

## 歷任校長
| 任次 | 校長姓名 | 任期                 | 備註           |
| 1    | 陳崑玉   | 1956年9月～1961年8月 |                |
| 2    | 游好康   | 1961年9月～1964年8月 |                |
| 3    | 曹新右   | 1964年9月～1965年2月 |                |
| 3    | 劉煥章   | 1965年3月～1965年8月 | 由主任暫代校長 |
| 4    | 邱淑女   | 1965年9月～1969年8月 |                |
| 5    | 吳新通   | 1969年9月～1978年8月 |                |
| 6    | 張老建   | 1978年9月～1984年8月 |                |
| 7    | 高英男   | 1984年9月～1990年8月 |                |
| 8    | 張明田   | 1990年9月～1998年8月 |                |
| 9    | 王素霞   | 1998年8月～2007年1月 |                |
| 10   | 黃採雲   | 2007年2月～2011年2月 |                |
| 11   | 凃惠萍   | 2011年2月～2017年8月 |                |
| 12   | 賴登農   | 2017年8月～迄今      |                |

## 特色
該校依開林寺而建，「校中有廟，廟中有校」為其建築特色。且為配合開林寺之節慶迎神文化，進一步衍生出跳鼓陣為該校特色社團。